# Jerzy Pancek
Jerzy Pancek (ur. 25 marca 1935 w Gdyni, zm. 8 lutego 2011 tamże) – polski kolarz i trener kolarstwa, reprezentant Polski.
Był zawodnikiem klubów Gwardia Gdańsk, Ogniwo Gdańsk i Flota Gdynia. Jako pierwszy Polak w historii ukończył wyścig indywidualny na mistrzostwach świata w pierwszej 10 (1956 - 9. miejsce). W kolejnych startach na tej imprezie był 48 (1957) i 16 (1958). Jego największymi sukcesami były górskie mistrzostwo Polski w 1959 i wicemistrzostwo Polski w wyścigu indywidualnym ze startu wspólnego (1958). Srebrny medal mistrzostw Polski zdobył także w wyścigu drużynowym ze startu wspólnego na 100 km (1960 w barwach Floty) W 1958 startował w Wyścigu Pokoju, zajmując 39. miejsce, bez sukcesów uczestniczył także w Tour de Pologne, najlepszy wynik osiągając w 1958 (8. miejsce).
Po zakończeniu kariery sportowej pracował jako trener we Flocie Gdynia, a do jego zawodników należeli Tadeusz Mytnik, Marek Kulas, Roman Rękosiewicz oraz trenujący w gdyńskim klubie w czasie zasadniczej służby wojskowej Tadeusz Krawczyk, Piotr Wadecki i Radosław Romanik.